# Anaspis cypria
Anaspis cypria es una especie de coleóptero de la familia Scraptiidae.

## Distribución geográfica
Habita en Chipre.